# Petre Munteanu
Petre Munteanu (* 26. November 1919 in Câmpina (Rumänien); † 18. Juli 1988 in Mailand) war ein rumänischer lyrischer Tenor.

## Leben
Munteanu studierte am Konservatorium Bukarest Violine und Gesang. 1940 debütierte er an der Rumänischen Staatsoper in Bukarest. Er ging dann an die Musikhochschule in Berlin, um vor allem Lied- und Oratoriengesang zu studieren und um bei Hermann Weißenborn seine Gesangstechnik zu verbessern.
Zunächst betätigte er sich als Konzertsänger in Italien. 1947 kam er an die Mailänder Scala. Ohne feste Bindungen gastierte er an verschiedenen großen Bühnen Europas und schließlich auch an der Metropolitan in New York.
Hervorragendes leistete Munteanu in Opern von Mozart, Rossini und Verdi sowie als stiltreuer Interpret deutscher romantischer Lieder.